# Cyphotilapia frontosa
Cyphotilapia frontosa är en endemisk fisk i Tanganyikasjön i Östafrika som tillhör familjen ciklider. 
På dess vita eller blå kropp finns svarta, vertikala ränder, vackra undertoner förekommer. Frontosa har fått sitt namn av den stora bulan på huvudets översida som består av fettvävnad och vanligen är större hos hanen. Arten kännetecknas även av en långsträckt ryggfena, en avrundad stjärtfena och fenor som liknar spetsiga fjädrar på undersidan. I munnen finns små tänder.
Frontosa kan bli drygt 30 cm lång och trivs i stim på omkring 20–30 meters djup. Unga exemplar vistas vanligen närmare vattenytan.
I naturen består födan främst av små fiskar och av större ryggradslösa djur. Exemplar som hölls akvarium äter även cornflakes och insekter. Individerna har sin första parning när de är 20 till 25 cm långa. Honan lägger 22 till 25 ägg som sedan göms i honans munhåla. Äggen kläcks när ungarna är cirka 25 mm långa. Honan vistas vid denna tidpunkt cirka 20 meter under vattenytan vad som är djupare än hos andra fiskar som förvarar äggen i munnen.
Beståndet hotas av sediment som hamnar i sjön. Flera exemplar fångas och hölls sedan som akvariedjur. I Burundi byggs en större väg från Bujumbura till Rumonge vad som medför vattenföroreningar. Cyphotilapia frontosa är fortfarande vanligt förekommande i sjön. Den listas av IUCN som livskraftig (LC).